# Дараи-Саркорон
Дараи-Саркорон (тадж. Дараи Саркорон) — сельский населённый пункт (тадж. деҳа) в Сангворском районе РРП Таджикистана. Входит в состав сельской общины (джамоата) Заршуён. Расстояние от села до центра района (село Тавильдара) — 46 км, до центра джамоата (село Миёнаду) — 1 км. Население — 259 человек (2017 г.), таджики. Население в основном занято сельским хозяйством (животноводство и растениводство). Земли орошаются главным образом водами горных источников.